# Christine Falkenland
Christine Falkenland, née à Örgryte, Göteborg, le 21 avril 1967  est un écrivain suédois.

## Œuvres traduites en français
- Le Marteau et l’Enclume  [« Släggan och städet »], trad. de Marc de Gouvenain et Lena Grumbach, Arles, France, Actes Sud, coll. « Lettres scandinaves », 1998, 172 p.  (ISBN 2-7427-1744-7)[1]
- Mon ombre [« Min skugga »], trad. de Marc de Gouvenain et Lena Grumbach, Arles, France, Actes Sud, coll. « Lettres scandinaves », 2000, 114 p.  (ISBN 2-7427-2609-8)
- La Soif de l’âme [«  Själens begär »], trad. de Marc de Gouvenain et Lena Grumbach, Arles, France, Actes Sud, coll. « Lettres scandinaves », 2002, 147 p.  (ISBN 2-7427-3842-8)[2]
- Destin, désert [«  Ode »], trad. de Marc de Gouvenain et Lena Grumbach, Arles, France, Actes Sud, coll. « Lettres scandinaves », 2005, 155 p.  (ISBN 2-7427-5456-3)
- Sphinx [« Sfinx »], trad. d’Anne Karila, Arles, France, Actes Sud, coll. « Lettres scandinaves », 2014, 240 p.  (ISBN 978-2-330-02715-5)[3]